# Sumbersari (Purwodadi)
Sumbersari is een bestuurslaag in het regentschap Purworejo van de provincie Midden-Java, Indonesië. Sumbersari telt 1023 inwoners (volkstelling 2010).